# Apaloderma vittatum
El trogón montano o surucuá de cola franjeada (Apaloderma vittatum) es una especie de ave trogoniforme de la familia Trogonidae que habita en el África subsahariana.

## Descripción

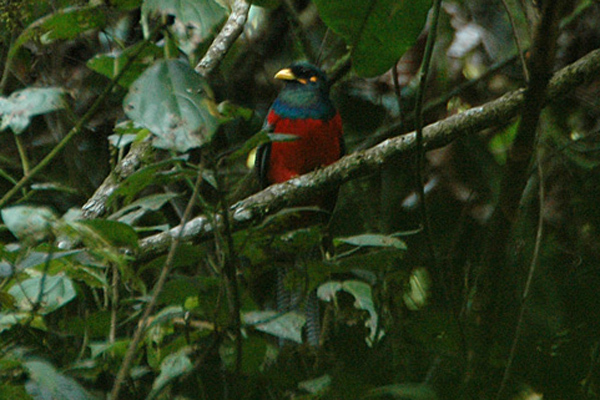
Macho en Bwindi, Uganda.

El trogón montano mide alrededor de 28 cm de largo, incluida su larga y ancha cola característica de los trogones. Su pico y patas son de color amarillo. La cabeza del macho es negruzca azulada con iridiscencias broncíneas. Por debajo del ojo presenta dos pequeñas carúnculas amarillas o anaranjadas y por encima tiene otra amarilla o gris. Sus partes superiores y parte superior del pecho son oscuras con irisdscencias verdes en la espalda y azules o violetas en el pecho y la cola. El resto de sus partes inferiores son rojas salvo la parte inferior de la cola que presenta un fino listado blanco y negro. La cabeza de la hembra es parda y tiene las carúnculas más pequeñas. Su garganta y pecho son de color canela claro, y en lo demás se parece al macho. Los inmaduros se parecen a las hembras pero con el vientre blanco y con motas blancas en las alas formadas por las puntas de las plumas coberteras y las secundarias interiores.

## Distribución y hábitat
Se encuentra diseminado por los montes del África Subsahariana, distribuido por Angola, Burundi, Camerúnn, República Democrática del Congo, Guinea Ecuatorial, Kenia, Malawi, Mozambique, Nigeria, Ruanda, Tanzania, Uganda y Zambia. Su hábitat preferido son los bosques de altitudes próximas a los 1600 m s. n. m., generalmente por encima del preferido por el trogón de Narina, aunque a veces coinciden en algunos lugares.